# La Fontaine-Saint-Martin
La Fontaine-Saint-Martin is een gemeente in het Franse departement Sarthe (regio Pays de la Loire) en telt 551 inwoners (2005). De plaats maakt deel uit van het arrondissement La Flèche.

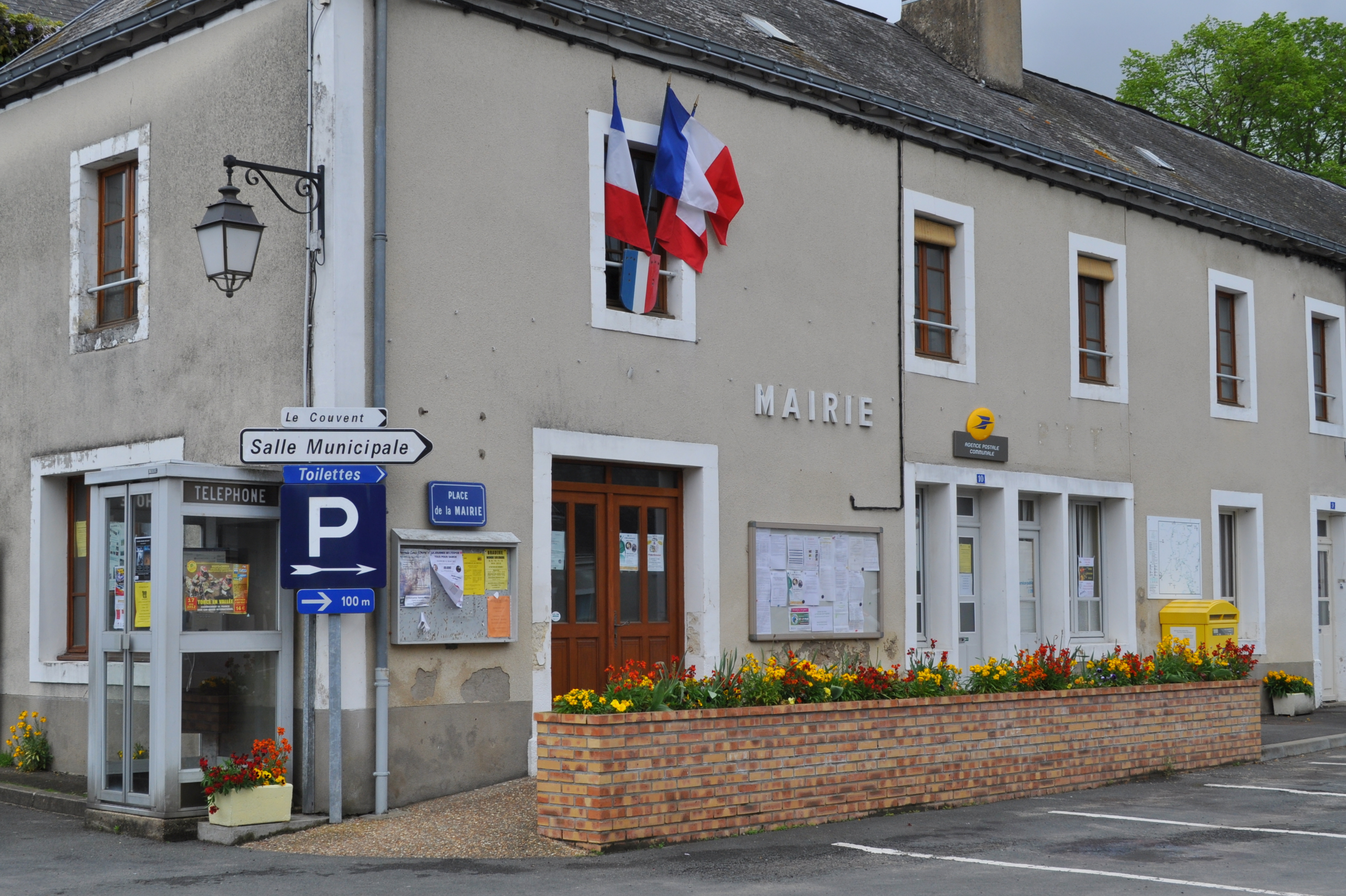
Gemeentehuis
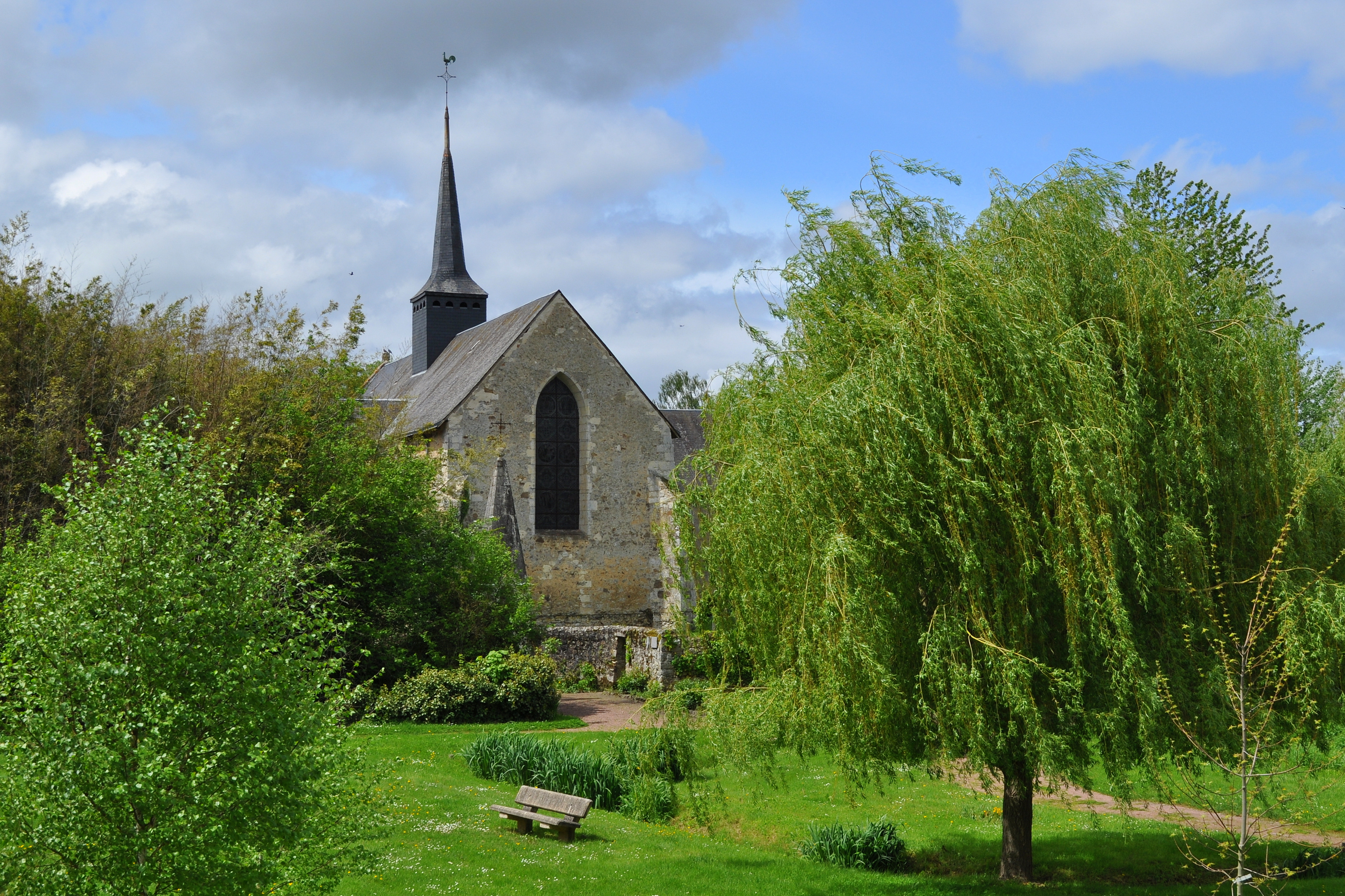
Kerk van St Martin

## Geografie
De oppervlakte van La Fontaine-Saint-Martin bedraagt 13,5 km², de bevolkingsdichtheid is 40,8 inwoners per km².
De onderstaande kaart toont de ligging van La Fontaine-Saint-Martin met de belangrijkste infrastructuur en aangrenzende gemeenten.

## Demografie
Onderstaande figuur toont het verloop van het inwonertal (bron: INSEE-tellingen).